# Протести в Судані (з 2018)
Протести в Судані — протестні виступи місцевих жителів, що почалися 19 грудня 2018 року в деяких містах Судану а через високі ціни на хліб, високу вартість життя і погіршення стану країни на всіх рівнях. Місцева влада заявила, що протести носять штучний характер, а в їх організації підозрюють зовнішні сили, зокрема Ізраїль.

## Протести
9 грудня 2018 року в кількох містах Судану почалась серія демонстрацій, що частково було пов'язано із зростанням ціни проживання та погіршенням економічних умов на всіх рівнях суспільства. Протести швидко перетворилися з вимог до термінових економічних реформ в вимогах відмовитись від президента Омара аль-Башира.
Насильство уряду як відповідь на ці мирні демонстрації викликало міжнародне занепокоєння. 22 лютого 2019 року аль-Башир оголосив надзвичайний стан і розпустив національні та регіональні уряди, замінивши останніх військовими та офіцерами розвідувальної служби. 8 березня аль-Башир оголосив, що всіх жінок, які потрапили до в'язниці за протест проти уряду, буде звільнено. У вихідні 6–7 квітня вперше після оголошення надзвичайного стану відбулися масові акції протесту. 10 квітня військовослужбовців побачили, що захищали протестувальників від силовиків, а 11 квітня військові усунули аль-Башира від влади під час державного перевороту.
Після відсторонення аль-Башира від влади продовжувались вуличні протести, організовані Американською асоціацією суданських професіоналів та демократичними опозиційними групами, закликаючи правлячу Перехідну військову раду (ПВР) «негайно та беззастережно» відступити на користь перехідного уряду під керівництвом цивільних осіб, та закликаючи до проведення реформ в Судані. Переговори між ПВР та цивільною опозицією щодо формування спільного перехідного уряду відбулися наприкінці квітня та в травні, але припинилися, коли Сили швидкої підтримки та інші сили безпеки ПВР почали розправи 3 червня в Хартумі. Тоді загинуло 128 людей.
Опозиційні групи відреагували на арешти та розправи після погромів, провівши триденний загальний страйк з 9 по 11 червня та закликаючи до громадянської непокори та ненасильницького опору, поки ПВР не передасть владу цивільному уряду. 12 червня опозиція погодилася припинити страйк, а ПВР погодилася звільнити політичних в'язнів. Були заплановані відновлені переговори про формування цивільного уряду.
Угода була узгоджена усно між ПВР та цивільними протестувальниками, представленими «Силами свободи та змін» (FFC) 5 липня, вони підписали письмову форму 17 липня 2019. Учасники договору оголосили, що поділять владу в Судані через виконавчі та законодавчі установи та судові розслідування подій після державного перевороту, включаючи розправу в Хартумі, до виборів, що мають відбудутись в середині 2022 року. Договір має перевести керівництво радою від воєначальників до цивільного лідера через 21 місяць після початку перехідного періоду, загалом це триматиме 39 місяців до виборів 2022 року. В угоді від 17 липня зазначено, що вона буде доповнена конституційною декларацією.

## Передісторія
Аль-Башир керував країною з 1989 року, коли він провів успішний переворот проти обраного, але все більш непопулярного тогочасного прем'єр-міністра Садика аль-Махді. Міжнародний кримінальний суд (МКС) пред'явив звинувачення Аль-Баширу за військові злочини та злочини проти людства у західному регіоні Дарфура.
У січні 2018 року на вулиці Хартуму, столицях Судану, почалися великі акції протесту через зростання цін на основні товари, включаючи хліб. Протести швидко зростали і знаходили підтримку різних опозиційних партій. Молодь та жіночі рухи також приєдналися до протестів.
Уряд Судану знецінив місцеву валюту та скасував субсидії на пшеницю та електроенергію. Економіка Судану страждає з моменту сходження Омара аль-Башира до влади, але ситуація ще погіршилась після відокремлення Південного Судану 2011 року, який до цього часу був важливим джерелом іноземної валюти через видобуток нафти. Девальвація суданського фунта в жовтні 2018 року призвела до великих коливань валютних курсів та дефіциту готівкових коштів в обігу. Великі черги на основні товари (бензин, хліб), а також черги до банкоматів — це звичайне видовище. Судан переживає близько 70 % рівень інфляції, поступаючись лише Венесуелі.
У серпні 2018 року партія Національного конгресу підтримала президентську каденцію Омара Аль-Башира до 2020 року, незважаючи на його непопулярність та заяву, що він не буде балотуватися на майбутніх виборах. Ці заходи призвели до посилення опозиції з боку партії, яка закликає поважати конституцію, що заважає Аль-Баширу бути переобраним. Суданські активісти відреагували в соціальних мережах і закликали проводити кампанію проти його висунення.

## Хронологія

### Грудень 2018
Хвиля протестів 2018—2019 рр. почалася 19 грудня 2018 року у відповідь на ріст цін на хліб в Атбарі, після чого швидко поширилася на Порт-Судан, Донголу та столицю Хартум. Протестувальники підпалили штаб національної партії в Атбарі та Донголі. Влада використовувала сльозогінний газ, гумові кулі та живі боєприпаси для розгону демонстрантів, що спричинило десятки смертей та поранень. Колишній прем'єр-міністр Садік аль-Махді того ж дня день повернувся до країни.
Доступ до соцмереж та обміну миттєвими повідомленнями 21 грудня було частково заблоковано основними провайдерами й операторами країни. По всій країні почалися комендантські години, а школи — закрито. Студенти в Дарфурі, Сеннарі та Хартумі були заарештовані Національною службою розвідки та безпеки (NISS) та піддані катуванню за членство в Русі за визволення Судану. З них вибивали примусові зізнання, це транслювалось на суданському державному телебаченні та у Facebook 29 грудня.

### Січень 2019
До 7 січня 2019 року було заарештовано понад 800 протестувальників, а 19 людей, у тому числі силовики, були вбиті під час протестів.
9 січня тисячі протестуючих зібралися в південно-східному місті Ель-Гадаріф. Протести, організовані Суданською асоціацією професіоналів, призвели до того, що 17 січня було застрелено лікаря під час штурму лікарні.

### Лютий 2019
Висвітлення ЗМІ протестів було під суворим контролем сил безпеки. Видання Аль-Таяр почало друкувати порожні сторінки на своїх шпальтах, щоб показати об'єми урядової цензури. В інших виданнях було конфісковано цілі тиражі. Служба безпеки (NISS) провела рейд на офіси видання Аль-Джарида, що змусило його припинити випуск друкованої версії.
22 лютого Башир оголосив національний надзвичайний стан тривалістю 1 рік, вперше за двадцять років. Башир також оголосив про розпуск центральних урядів та обласних урядів і замінив губернаторів регіонів на військових полководців Наступного дня він призначив свого обраного наступника Мохамеда Тахіра Айяла прем'єр-міністром та колишнього начальника розвідки та теперішнього міністра оборони Авада Мохамеда Ахмеда Ібн Ауфа першим віце-президентом. Його начальник розвідки оголосив, що не буде домагатися перевиборів 2020 року та піде у відставку з посту голови Національної конгресної партії. Ахмед Гарун, який розшукується за військові злочини, замінив Аль-Башира на посаді лідера партії Національного конгресу. Після розпуску офіцери з військових та розвідувальних служб були призначені керівниками урядів провінцій.
24 лютого сили безпеки здійснили рейд на університети у Хартумі та Омбдурмані, побивши студентів палицями у Хартумі. Того ж дня аль-Башир видав укази про заборону несанкціонованих демонстрацій, забороняючи незаконну торгівлю паливом та пшеницею під загрозою 10-річного ув'язнення; заборону «несанкціонованого обігу інформації, фотографій чи документів, що належать родині президента»; та запровадження контролю за капіталом щодо торгівлі золотом та іноземною валютою.

### 7–8 березня 2019
7 березня пройшли акції протесту для вшанування жінок за їхню роль у повстанні.
8 березня Омар аль-Башир наказав звільнити всіх жінок, заарештованих за участь в антиурядових демонстраціях. Протестувальники назвали парк міста Хартум (у Буррі) іменем однієї з жінок, засудженої надзвичайним судом до 20 ударів та одного місяця ув'язнення, а потім звільненої завдяки апеляції.
За даними Альянсу демократичних юристів, до середини березня у новостворених надзвичайних судах судили щонайменше 870 осіб.

### 6–11 квітня

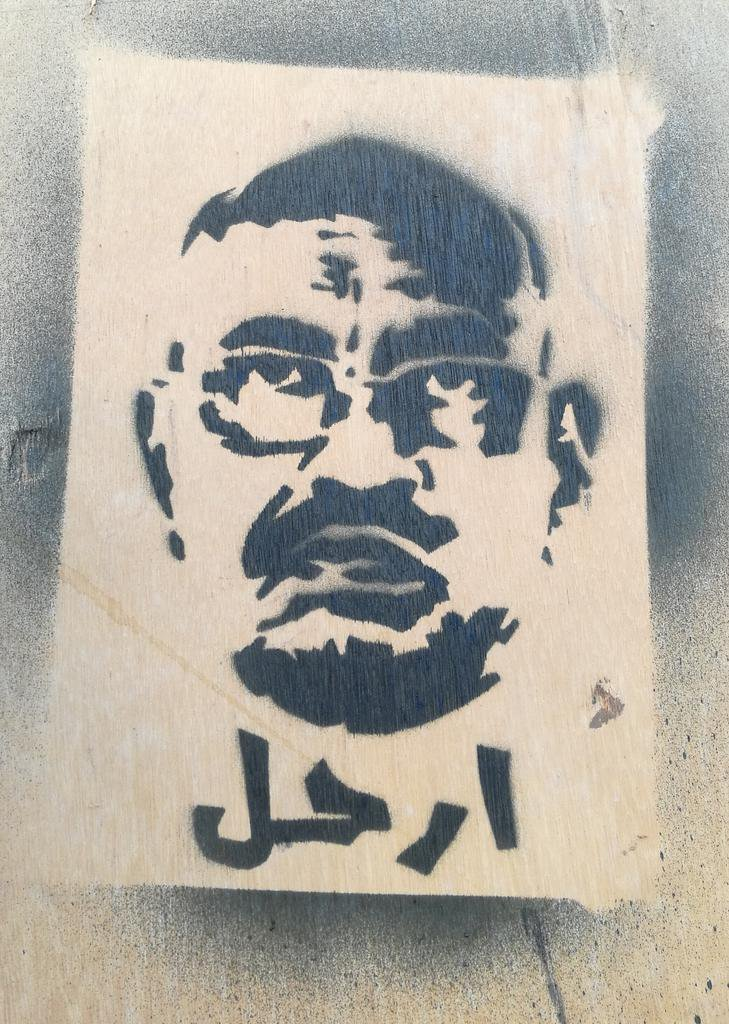
Революційний вуличний трафарет проти Омара аль-Башира у Хартумі.

6 квітня, за кілька днів після того, як Абделазіз Бутефліка був змушений піти у відставку, щоб заспокоїти алжирців-протестувальників, Суданська асоціація профспілок закликала до марш до штабу збройних сил. Сотні тисяч людей зібралися на вулицях. У неділю, соцмережі було заблоковано. У понеділок вранці (8 квітня) армія та сили швидкого реагування спецслужб зіткнулися у штабі збройних сил у Хартумі. За словами міністра внутрішніх справ, у Хартумі за вихідні загинуло шість людей, 57 поранено та 2500 заарештовано. Поліція отримала наказ не втручатися.
У понеділок Алаа Салах, молода жінка, одягнена як кандаке, стала символом руху, коли фото її співу для протестувальників на машині, стало вірусним.

### 11 квітня: Аль-Башира повалено
11 квітня аль-Башир був відсторонений від президентства і поміщений під домашній арешт. Європейський союз та США скликали засідання Ради Безпеки ООН. Державні ЗМІ повідомляли, що всіх політичних в'язнів, включаючи лідерів антибаширських протестів, звільнено із в'язниць. Комендантську годину встановили з 22 до 4 ранку. Незважаючи комендантську годину, протестувальники залишилися на вулицях.

### 12 квітня— 2 червня: переговори з Перехідною військовою радою
Увечері 12 квітня голова Перехідної військової ради в Судані Авад Ібн Ауф заявив про відставку після бурхливих протестів. Ібн Ауф сказав, що він обрав генерального лейтенанта Абдель Фаттаха аль-Бурхана, генерального інспектора армії.
13 квітня офіційно розпочалися переговори між військовими та протестувальниками. Це почалось після скасування комендантської години, введеної Ауфом, та звільнення тих, хто потрапив до в'язниці за наказами Аль-Башира. Також було оголошено, що начальник служби розвідки та безпеки Салах Гош пішов у відставку. Amnesty International попросила військову коаліцію розслідувати його роль у смертях протестувальників.
14 квітня Рада погодилася на те, щоб протестувальники призначили цивільного прем'єр-міністра, а цивільні особи керували кожним урядовим міністерством поза міністерствами оборони та внутрішніх справ. Того ж дня речник військової ради Шамс Ель Дін Каббаші Сінто оголосив, що Ауф був відсторонений від посади міністра оборони, а генерал-лейтенант Абу Бакр Мустафа призначений керівником Національної служби розвідки та безпеки Судану (NISS).
15 квітня речник військової ради Шамс аль-Дін Каббаші заявив, що «колишня керівна Національна конгресна партія (НКП) не братиме участі в жодному перехідному уряді», незважаючи на те, що вона не була заборонена в майбутніх виборах. Того ж дня відомий активіст Мухаммед Наджі аль-Асам оголосив, що також зростає довіра між військовими та протестувальниками після переговорів та звільнення більшості політичних в'язнів. Також було оголошено, що військова рада буде оновлена, починаючи з призначення генерал-полковника Хашема Абделя Мутталіба Ахмеда Бабакра начальником штабу армії та генерал-полковника Мохамеда Отмана аль-Хуссейна на посаді заступника начальника штабу.
16 квітня військова рада оголосила, що Бурхан співпрацює з вимогами протестуючих і звільнила трьох головних прокурорів, включаючи головного прокурора Омара Ахмеда Мохамеда Абдельсалама, прокурора Амера Ібрагіма Маджида та заступника прокурора Гешама Османа Ібрагіма Салеха.
17 квітня аль-Башир був переведений із домашнього арешту в Президентському палаці до одиночного ув'язнення у в'язниці Кобар в Мартіні, тюрмі, відомій завдяки утриманню там політичних в'язнів за часів президентства Аль-Башира. Речник Військової ради Шамс Елдін Кабаші заявив, що двоє братів Аль-Башира, Абдулла та Алабас, також заарештовані.
18 квітня сотні тисяч демонстрантів вимагали цивільних осіб в керівництві державою.
20 квітня анонімне судове джерело повідомило, що в будинку аль-Башира чиновники знайшли валізи, повні євро, доларів США та суданських фунтів (на загальну суму 6,7 млн $).Спікера парламенту Ібрагіма Ахмеда Омара та помічника президента Нафі Алі Нафі було поміщено під домашній арешт; Генеральний секретар ісламського руху Аль-Зубайр Ахмед Хассан та колишній спікер парламенту Ахмед Ібрагім аль-Тахер також були серед заарештованих через ці валізи.
21 квітня Абдель Фаттах аль-Бурхан назвав перехідну військову раду «доповненням до повстання та революції» і пообіцяв, що «зобов'язаний передати владу народу». Проте лідери протесту припинили переговори того ж дня, сказавши, що військова хунта несерйозно ставиться до передачі влади цивільним і що вона складається з залишків ісламістського режиму аль-Башира — і пообіцяла активізувати демонстрації. Уряди Саудівської Аравії та ОАЕ пообіцяли 3 млрд $ допомоги військовим органам влади, протестувальники закликали раду відхилити цю пропозицію, дехто навіть запропонував розірвати дипломатичні зв'язки з обома союзниками. Тим часом, в результаті страйків нафтових компаній Порту-Судану експорт нафти в Південний Судан був паралізований.
У середу, 24 квітня, три члени Перехідної військової ради (голова політичного комітету Омар Заїн аль-Абіден, генерал-лейтенант Джалал аль-Деен аль-Шейх та генерал-лейтенант Аль-Таїб Бабакр Алі Фадель) подали у відставку у відповідь на протести. В суботу, 27 квітня було досягнуто домовленості щодо утворення перехідної ради, складеної з цивільних та військових.
7 травня 2019 року 21 колишніх чиновників, які служили в Національному демократичному союзі Аль-Башира (NDA) в Південному Дарфурі, були заарештовані після спроби втекти з країни. 8 травня виявлено, що деякі з посадових осіб Південного Дарфура були заарештовані — жінки. 14 травня в Хартумі сталась стрілянина під час сидячого страйку, тоді загинуло троє осіб, десятеро постраждали, деякі були у важкому стані.
Катарський канал Аль-Джазіра оголосив, що влада Судану відкликала право на трансляцію з Судану з 30 травня 2019 року. Того ж дня зафіксовано дві смерті цивільних осіб.

### 3 червня— 11 червня: Хартумська розправа та громадянська непокора
Напруженість зростала, і 3 червня 2019 року було вбито 118 осіб, 70 були зґвалтовано, а сотні поранено під час розправи в Хартумі внаслідок штурму суданськими збройними силами табору та обстрілу протестувальників. Сили безпеки також відкрили вогонь по протестувальниках всередині лікарень. Сили безпеки скидали тіла деяких загиблих протестуючих у річку Ніл.
Наступного дня Суданська асоціація профспілок (SPA) закликала до «повної громадянської непокори», перекриття вулиць та мостів та початку «політичного страйку» на всіх робочих місцях в Судані, використовуючи методи ненасильницького опору.
8 червня SPA застерегла про проведення широкої кампанії щодо арешту та викрадення політичних активістів або погрози вбивства. SPA закликав активістів суворо дотримуватися методів ненасильницького опору у своїй кампанії громадянської непокори та страйків на робочому місці.
Триденний загальний страйк та загальнонаціональна кампанія громадянської непокори пройшли з 9 по 11 червня. За оцінками SPA в страйку взяли участь: 60–95 % учнів та вчителів у початкових та середніх школах; 67–99 % водіїв та персоналу муніципального автобусного транспорту; 84–99 % працівників авіакомпаній; 98–100 % працівників залізничного транспорту; 64–72 % працівників банків; 86 % торговців на ринках; 60–94 % працівників муніципальних служб, що відповідали за постачання електроенергії, опалення, обслуговування нафтогазових станцій; 57–100 % видавництв газет; 47–90 % медпрацівників, але продовжувалось надання безкоштовної невідкладної медичної допомоги; 90–100 % працівників приватних та державних юридичних компаній.

### 12 червня— 4 липня: переговори та протести
Переговори про формування уряду, невеликі протести та введена урядом Інтернет-блокада тривали протягом більшої частини червня.
12 червня TMC погодився звільнити політичних в'язнів, а Альянс сил свободи та змін (FFC) погодився припинити загальний страйк. Сторони також погодилися «незабаром відновити переговори» про формування цивільного уряду.
12 червня FFC підготував перелік восьми цивільних членів для перехідної урядової ради з 15 членів, серед яких три жінки, крім Абдалли Хамдок (або Абдулла Хамдук), секретаря Економічної комісії ООН в Африці з листопада 2016 року.
13 червня прес-секретар ТМК Шамс Ель Дін Каббаші заявив, що «деякі» члени силових структур були заарештовані під час різанини 3 червня, а також було заарештовано вісімнадцять осіб, членів двох різних груп, які планували перевороти проти ТМК.
29 червня сили безпеки TMC здійснили рейд на штаб-квартиру Суданської асоціації профспілок.
30 червня, на тридцяту річницю державного перевороту Аль-Башира, двадцять тисяч людей протестували у Хартумі та інших місцях Судану, закликаючи до цивільного правління та справедливості. Під час демонстрацій загинули десять людей, у тому числі один застрелений силовиками в Атбарі, 181 людина отримала поранення, серед яких 27 отримали вогнепальні поранення. Сльозогінний газ, живі боєприпаси та електрошокери використовувались проти протестуючих у Хартумі та Ель-Гадаріфі.
3 липня після посередництва Африканського союзу та Ефіопії відновилися прямі переговори між ТМЦ та ДФКФ.

### З 5 липня: перехідний період
5 липня за допомогою посередників з Африканського союзу та Ефіопії було досягнуто угоди щодо формування урядових інституцій. Угода включала:
1. створення суверенної ради з 11 членів з п'ятьма військовими та п'ятьма цивільними особами, які обираються двома сторонами, і цивільного, який буде узгоджений спільно;
2. перехідний період тривалістю три роки та 3 місяці на чолі з військовим керівництвом протягом перших 21 місяців та цивільним протягом наступних 18 місяців;
3. кабінет міністрів, який повинен бути призначений FFC;
4. законодавча рада має бути сформована після створення суверенної ради та кабінету;
5. створення «прозорого та незалежного розслідування» подій після суданського перевороту 2019 року, включаючи розправу в Хартумі;
6. комітет адвокатів, включаючи юристів Африканського союзу, мабть оформити угоду протягом 48 годин;
7. проведення демократичних виборів для визначення керівництва після 39-місячного перехідного періоду.

Тахані Аббас, співзасновник «Ні гніту жінок», заявила, що переживає, що жінки можуть бути виключені з перехідних інститутів, аргументуючи це тим, що жінки «[несуть] тягар насильства, [стикаються] із сексуальними домаганнями та зґвалтуваннями» та брали активну організацію протести. 9 липня 4-членний комітет, у тому числі Ях'я аль-Хусейн, ще розробляв письмову форму угоди. Комітет очікував, що його буде підписано в присутності регіональних лідерів протягом 10 днів.

Прапор незалежності Судану в 1956—1970 роках, його іноді використовували протестувальники

Угода була оформлена підписанням TMC та FFC письмового документа перед міжнародними свідками 17 липня 2019 року. Конституційна декларація залишається готова для завершення визначення перехідного періоду.
27 липня, поки переговори щодо конституційної декларації тривали, голова комітету, призначеного ТМК для розслідування злочинів у Хартумі, Фателлрахман Саїд, заявив, що 87 людей загинули, 168 отримали поранення. Саїд заявив, що судові справи за злочини проти людства були порушені проти восьми неназваних високопоставлених силовиків. Суданська спілка судових лікарів назвала результат розслідування поганим, і FFC, Суданський союз жінок, Асоціація професіоналів Судану та Альянс демократичних юристів відмовились його приймати. У Хартумі у відповідь на звіт відбулися вуличні протести.
29 липня в Ель-Обейді снайпери відкрили вогонь по протестувальникам, застреливши п'ятьох студентів і поранивши ще кількох осіб.
4 серпня військові та опозиція підписали конституційну декларацію, цей документ тимчасово змінить конституцію країни. В результаті країна отримає тимчасовий спільний орган влади, до якого входитимуть як військові, так і представники опозиції. 5 серпня має бути оголошено склад спільного органу влади.
17 серпня було підписано остаточну версію угоди між військовими та протестувальниками, яких представляє основна опозиційна сила країни — альянс «За свободу і зміни». В документі детально описано перехідний період та політичний устрій країни. Також було підписано конституційну декларацію.